# Municipio de Mazatán (Chiapas)
El municipio de Mazatán (del náhuatl: Mazatlan ‘Lugar de venados o rodeado de venados’), oficialmente llamado Villa Mazatán, es uno de los 124 municipios del estado de Chiapas. Su cabecera municipal y localidad más poblada es Mazatán.
Limita al norte con Huehuetán, al suroeste con Tapachula, al oriente con el Golfo de Tehuantepec y al noroeste con Huixtla. Posee una superficie de 386.6 km² y se localiza en el suroeste del estado de Chiapas. 
En el censo de población y vivienda realizado por el Instituto Nacional de Estadística Geografía e Informática (INEGI) en el año 2020, registró un población de 28,550 habitantes.
La evidencia más antigua que se conoce de la presencia humana en Mazatán son los llamados vestigios chanchutos (fósiles de grano de maíz, cerámica, viviendas), a la que se le atribuye una antigüedad de más de 5000 años. A lo largo de la historia, el territorio mazateco ha tenido diversas comunidades sedentarias dedicadas a la agricultura y a la pesca. Durante el periodo preclásico mesoamericano se establecieron varios centros ceremoniales por los Mokayas ubicados en el sureste y norte del municipio. El centro ceremonial San Carlos fue un importante centro ceremonial el cual fue el causal de la desaparición del máximo centro ceremonial de la época; el Paso de la Amada entre los años 900 a. C. y 800 a. C. aproximadamente. En la época de la conquista Mazatán estaba a cargo bajo el curato de Tuxtla Chico, pasando tiempo después como anexo del municipio de Tapachula y aparece bajo el patrocinio de la Virgen Margarita Concepción. En el México independiente Mazatán solo es una colonia y se convierte en municipio de Chiapas en 1942.
En comparación con el resto de los municipios del Soconusco, Mazatán presenta indicadores socioeconómicos menos favorables. Si bien, aunque sea vecino de la segunda economía más importante del estado de Chiapas, este es quizá el principal factor que influye en la no urbanización del municipio. El sector económico mayorítario en Mazatán es la agricultura frente a otros tipos de servicios urbanos, por ello un número importante de habitantes tienen que trasladase a otro municipios para satisfacer sus necesidades socioeconómicas y laborales. La infraestructura y los servicios urbanos se encuentran menos desarrollados o son deficientes, particularmente en el caso de la distribución del agua potable y drenaje, que es uno de los retos más importantes para los gobiernos locales. En términos generales el municipio posee un desarrollo humano medio, pero hay muchos contrastes en su interior. La marginación de los vecindarios en la zonas periféricas de las zonas urbanas es mucho menor en comparación con las colonias en la cabecera municipal.
Tal y como sucede en la mayoría de los municipios fronterizos y no fronterizos del estado de Chiapas, Mazatán recibe olas migratorias provenientes de Centroamérica, principalmente de Guatemala y El Salvador. Esta situación hace que en los campos de cultivos se vea un número superior de trabajadores indocumentados, que de trabajadores mexicanos.

## Toponimia
«Mazatán» es un topónimo de origen náhuatl, formado por el nombre mazatl 'venado' y el sufijo locativo -tlan 'lugar de X' o 'rodeado de X' (León-Portilla 1986; Mantz 2017), por lo que la traducción completa al español sería "lugar de venados" o "lugar rodeado de venados". Como dato, en el municipio de Villa Mazatán, Chiapas no se conservó «el sufijo locativo 'tlan' sino 'tan'» (Mantz 2017, 21). Erróneamente se ha afirmado, sin fuentes, que la forma (o representación) ortográfica del sufijo es -tān, con la grafía adicional, pero en realidad nunca parece haberse escrito así (Castillo Farreras, Dakin y Moreno de los Arcos 1966; León-Portilla 1986). Mucho se ha dicho sobre el origen del topónimo del municipio, aparte de su significado y origen etimológico, sin embargo, nada de esto está respaldado por datos empirícos o fuentes documentales aparte de las citadas.

## Geografía física

### Límites
Mazatán se localiza en el suroeste del estado de Chiapas. Con una superficie de 386,6 km², ocupa el vigésimo noveno lugar dentro los municipios chiapanecos por su extensión. Mazatán se encuentra en la región económica del Soconusco (Chiapas) El municipio cuenta con límites naturales y artificiales. Con el municipio de Tapachula colinda 35 km de los cuales 1900 km son límite naturales (ríos, arroyos); con Huehuetán colinda 27 km; con Huixtla colinda 17 km y con el Océano Pacífico Y Golfo de Tehuantepec 55 km de playa.
La mayor parte de la superficie de Mazatán es plana y corresponde a la Llanura Costera del Pacífico. Se localiza en las coordenadas geográficas 14°46′ y 14°46′30″ de latitud norte y 92º26'30 y 92°26′45″de longitud oeste y a una elevación de 20 msnm.

### Límites municipales
Tiene límites administrativos con los siguientes municipios y/o accidentes geográficos, según su ubicación:
| Noroeste: Huixtla      | Norte: Huehuetán     |                 |
| Oeste: Océano Pacífico |                      | Este: Tapachula |
|                        | Sur: Océano Pacífico |                 |

### Hidrografía

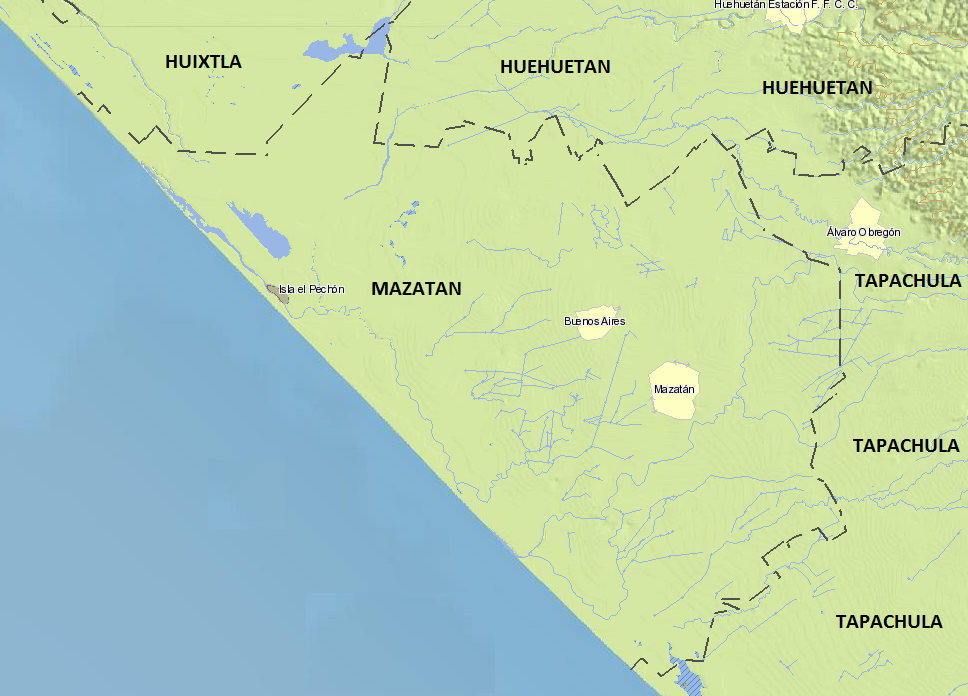
Hidrografía de Mazatán
Fuente: INEGI

Mazatán se encuentra en un 100% en la Llanura Costera del Pacífico siendo dividido por cuencas y subcuencas; la mayor parte del territorio municipal está dentro de la subcuenca llamada Huehuetán, en la parte noroeste del municipio, donde se encuentran las pampas más importantes del municipio y la playa con estero más visitada del Soconusco. La parte restante del municipio está en la subcuenca del Coatán, Puerto Madero (amabas sobre del río Suchiate) y Huixtla(de la cuenca del río Huixtla y otros). Las principales corrientes que están en la cuenca Huixtla son el río Huehuetán, río Huixtla, río las Pitas, y el río pumpuapa, además de tener un sistema lagunar de pampas y lagos que se unen con el mar en la barra de San José. En la cuenca del Suchiate están los ríos Coatán, Suchiate, Madronal, la calentura, el Burrero, las Latas, Ortizito, y diferentes arrollos intermitentes entre ríos, además también posee un sistema de lagunas.
| Región hidrológica | Costa de Chiapas (100%) |
| Cuenca             | R. Suchiate y Otros (97.43%) y R. Huixtla y Otros (2.57%)                                                                     |
| Subcuenca          | R. Huehuetán (63.25%), R. Coatán (26.26%), Puerto de Madero (7.92%) y R. Huixtla (1.79%) y L. del Viejo y Templaderas (0.78%) |
| Corrientes de agua | Perennes: Coatán, Huehuetán, Huixtla, Arroyo Seco, La Pita, Las Latas, Madronal, Neyo, Ortizito, Pumpuapa e Intermitentes.    |
| Cuerpos de agua    | Intermitente (0.23%): Laguna Pampa El Cabildo.                                                                                |
| Fuente: INEGI      | |

### Fisiografía y geología
El municipio forma parte de la región fisiográfica llanura costera del pacífico. El 65.75 % de la superficie municipal se conforma por llanura costera donde se asienta la cabecera municipal; el 21.82 % por llanura costera inundable y salina; y el 12.20 % por llanura costera con lomerío. La altura del relieve va desde menos de 10 m y hasta los 30 m s. n. m.. Los tipos de suelos presentes en el municipio son el feosem con un 62.21%, solonchak con un 26.61 %, regosol con un6.37 %, gleysol con un 3.69 % y fluvisol con un 0.23 %
La corteza terrestre del municipio está formado por: suelo aluvial que abarca el 64.63% de la superficie municipal; suelo lacustre el 16.21 %; suelo litoral el 8.37 %; suelo palustre el 6.35 % y el 4.42 % de rocas ígneas extrusivas.
El área en estudio se ubica dentro del terreno tectonoestratigráfico Maya, su basamento se compone de un complejo metamórfico pre-batolítico representado como una unidad colgante conocida regionalmente como macizo de Chiapas y está constituido principalmente por ortogneises, gneises, migmatitas, anfibolitas y paragneises que se encuentran expuestos en la Sierra Madre de Chiapas con orientación sensiblemente NW-SE, su edad varía desde el cámbrico hasta el silúrico (590 a 410 Millones de años).
El lahar y brecha volcánica andesítica corresponde a eventos explosivos del volcán Tacaná, constituido por tobas de caída libre, tefra, toba de lapilli y brecha volcánica, su edad geológica corresponde a cuaternario pleistoceno, aflora en el área de Unión Juárez en color rojizo con estructura en capas poco compactas, sostenido en una matriz de ceniza volcánica que explotan los lugareños como material de construcción. Los depósitos lacustres se componen de sedimentos depositados en zonas de inundación limitando transicionalmente al aluvión de la planicie costera, teniendo mayor extensión en las zonas conocidas como pampas.
Los depósitos palustres Cuaternarios, se distribuyen paralelos a la playa, donde el mar tiene contacto con el agua dulce, estas zonas se caracterizan por el crecimiento de manglares, sus raíces retienen sedimento fino y materia orgánica, que junto con el agua producen pantanos. Los depósitos litorales cuaternarios, se caracterizan porque los que limitan el medio marino del terrestre, en algunos sitios han sido cubiertos por depósitos palustres. Los depósitos de aluvión están formados por materiales acarreados y depositados en partes planas por las corrientes de ríos y arroyos, se encuentran ocupando valles y la planicie costera.
El municipio está asentado sobre sedimentos de origen aluvial constituidos por arcillas, limos, arenas y gravas, producto de la desintegración de rocas preexistentes, hacia el oriente se tiene una extensa superficie de depósitos lacustres separados del mar por un cordón litoral, esta zona se denomina pampa La Cantileña. Paralelo a la línea de costa, se cartografiaron depósitos palustres constituidos por limos, arcillas, arenas, sales y materia orgánica en descomposición. Una pequeña superficie de la porción noreste está conformado por depósitos volcánicos, se presentan como lahares, coladas y piroclastos de composición Andesítica (SGM, 2005).
Los suelos predominantes dentro del municipio corresponden al tipo feozem, los cuales se distribuyen en una superficie 243.081 km² y cubren depósitos cuaternarios del tipo aluvión, los suelos del tipo Solonchak cubren unas superficie de 108.28 km² dentro de la zona lacustre, el Regosol posee una superficie de 23.58 km² y el Gleysol con una superficie de 14.2 km².

### Clima
El clima del municipio, según la clasificación de Köppen, es cálido subhúmedo con lluvias en verano. La precipitación pluvial es del orden de 1200 hasta 2000 mm en la porción norte del municipio, siendo las más bajas hacia la porción de la costa. Dentro del municipio, se obtuvieron datos hidrometeorológicos de la estación 7370 (coordenadas en X= 549751, Y= 1644552), la precipitación máxima registrada en 24 horas fue en el mes de octubre de 2005 que corresponde a 253 mm.
Se caracteriza por tener lluvias en verano y otoño, siendo esta última la estación en la que se siente la mayor cantidad de frío (18 °C) y no en el invierno, como es lo normal.
Entre los meses de mayo y octubre, la precipitación media fluctúa entre los 1400 mm y los 2300 mm, y en el periodo de noviembre - abril, la precipitación oscila entre los 75 mm y los 200 mm.
En los meses de mayo a octubre, la temperatura mínima promedio va de los 19 °C a los 22.5 °C, con una máxima promedio entre 30 °C y 32 °C.
En el periodo de noviembre-abril, la temperatura mínima promedio va de 18 °C a 19.5 °C, y la máxima promedio va por arriba de los 33 °C.
En los meses de mayo a octubre, la precipitación media fluctúa entre los 1400 mm y los 2300 mm, y en el periodo de noviembre - abril, la precipitación media va de los 75 mm a 200 mm
| Parámetros climáticos promedio de Mazatán | Parámetros climáticos promedio de Mazatán | Parámetros climáticos promedio de Mazatán | Parámetros climáticos promedio de Mazatán | Parámetros climáticos promedio de Mazatán | Parámetros climáticos promedio de Mazatán | Parámetros climáticos promedio de Mazatán | Parámetros climáticos promedio de Mazatán | Parámetros climáticos promedio de Mazatán | Parámetros climáticos promedio de Mazatán | Parámetros climáticos promedio de Mazatán | Parámetros climáticos promedio de Mazatán | Parámetros climáticos promedio de Mazatán | Parámetros climáticos promedio de Mazatán |
| Mes                                       | Ene.                                      | Feb.                                      | Mar.                                      | Abr.                                      | May.                                      | Jun.                                      | Jul.                                      | Ago.                                      | Sep.                                      | Oct.                                      | Nov.                                      | Dic.                                      | Anual                                     |
| ----------------------------------------- | ----------------------------------------- | ----------------------------------------- | ----------------------------------------- | ----------------------------------------- | ----------------------------------------- | ----------------------------------------- | ----------------------------------------- | ----------------------------------------- | ----------------------------------------- | ----------------------------------------- | ----------------------------------------- | ----------------------------------------- | ----------------------------------------- |
| Temp. máx. media (°C)                     | 27                                        | 28                                        | 30                                        | 30                                        | 30                                        | 33                                        | 32                                        | 33                                        | 33                                        | 33                                        | 30                                        | 30                                        | 30.8                                      |
| Temp. media (°C)                          | 28.7                                      | 28.7                                      | 29                                        | 29.4                                      | 29.2                                      | 28.8                                      | 28.9                                      | 28.9                                      | 28.8                                      | 28.8                                      | 28.8                                      | 28.8                                      | 28.9                                      |
| Temp. mín. media (°C)                     | 13                                        | 17                                        | 15                                        | 17                                        | 18                                        | 20                                        | 20                                        | 19                                        | 18                                        | 19.5                                      | 20                                        | 16                                        | 17.7                                      |
| Precipitación total (mm)                  | 23.6                                      | 31                                        | 89                                        | 255.1                                     | 583.4                                     | 579.4                                     | 428.5                                     | 516                                       | 623.1                                     | 480                                       | 268                                       | 38                                        | 3915.1                                    |
| Horas de sol                              | 352                                       | 360                                       | 373                                       | 387                                       | 421                                       | 414                                       | 412                                       | 391                                       | 366                                       | 365                                       | 343                                       | 349                                       | 4533                                      |
| Humedad relativa (%)                      | 79                                        | 75                                        | 72                                        | 72                                        | 74                                        | 70                                        | 58                                        | 69                                        | 71                                        | 75                                        | 79                                        | 80                                        | 72.8                                      |
| Fuente: INEGI 2010                        |                                           |                                           |                                           |                                           |                                           |                                           |                                           |                                           |                                           |                                           |                                           |                                           |                                           |

### Áreas naturales protegidas
El municipio cuenta con 15 947.4 has. de áreas naturales protegidas, que representa el 40.85% de su superficie, que a su vez representa 1 % del total de la superficie protegida en el estado.
Abarca porciones de la Reserva de la Biosfera 'la Encrucijada' la cual está constituida principalmente por diversos (vegetación de dunas costeras), 14 165.54 has., de esta reserva se ubican en el municipio, representando el 36.29 % del territorio municipal, también abarca una porción de la Zona Sujeta a Conservación Ecológica 'El Cabildo Amatal' formada principalmente por diversos (vegetación de dunas costeras), 1781.86 has., de su superficie se ubican dentro del municipio, las cuales representan el 4.56 % de la superficie municipal.
- La Encrucijada

«Se localiza en la Llanura Costera del Pacífico en el estado de Chiapas, en los municipios de Huixtla, Mapastepec, Pijijiapan , Villa Comaltitlán y Mazatán .Tiene Manglares de hasta 35 metros de altura, considerados los más altos del Océano Pacífico americano. Única comunidad de selva baja anegadiza de zapotonales en el país. cuenta con extensas áreas de tulares-popales, palmares y vegetación de dunas costeras, así como selva mediana subdecidua y selva baja caducifolia. Lagunas costeras altamente productivas. Es considerado el sistema de humedales de mayor relevancia en el país.  En el área se encuentran recursos bióticos potencialmente aprovechables que resultan de gran importancia para la pesca, agricultura, investigación y educación. Protege especies de flora y fauna endémicas, raras, amenazadas o en peligro de extinción, además de ser un centro de reproducción y crecimiento de aves migratorias y una importante zona de captación y suministro de agua. Considerada como sitio RAMSAR. Administración a cargo del CONANPO».
CONANP, 6 de junio 1995 

- El Cabildo Amatal

«Se encuentra fisiográfica en la Planicie Costera del
Pacífico, esta región se ha conformado superficialmente por los constantes aportes de material clástico angular
de rocas ígneas, provenientes de la erosión de la Sierra Madre de Chiapas, siendo constantemente reducida por
el drástico oleaje marítimo. Siendo su subsuelo conformado por rocas del complejo basal.Se encuentran importantes recursos bióticos, que puede se aprovechados en la agricultura, pesca, investigación y educación. Humedales, superficie::compuesta de poblaciones compactas de manglar, tular, selva baja caducifolia, palmar y vegetación secundaria. Zona con alta biodiversidad de especies::de humedales costeros y fauna en peligro de extinción. Sitio de reproducción y anidación de especies avícolas y marinas. Regularizada por el INHE. El sistema lagunar “El Hueyate-Cabildo-Pozuleos” se caracteriza por contar con lagunas costeras de tamaño muy pequeño donde destacan las pampas El Cabe, Cabildos y Murillo con una superficie en conjunto de 330 hectáreas donde se pesca especies de escama. El área está caracterizado por relieves planos y semiplanos en donde se asienta vegetación propia de sistemas acuáticos, que toleran zonas temporalmente inundadas o que reciben influencia del mar, El área de estudio, por considerarse en buen estado de conservación, realiza funciones de refugio de flora y fauna silvestres, brinda además una gran variedad de bienes, servicios, usos y funciones de gran valor para la sociedad, como son el actuar como fuente de agua para uso del hombre, sistema de recarga del manto freático, filtro biológico para mejorar la calidad del agua, fuente de energía y barrera de huracanes, así como una importante producción pesquera.»
CONANP, 16 de junio 1999  

### Flora y fauna

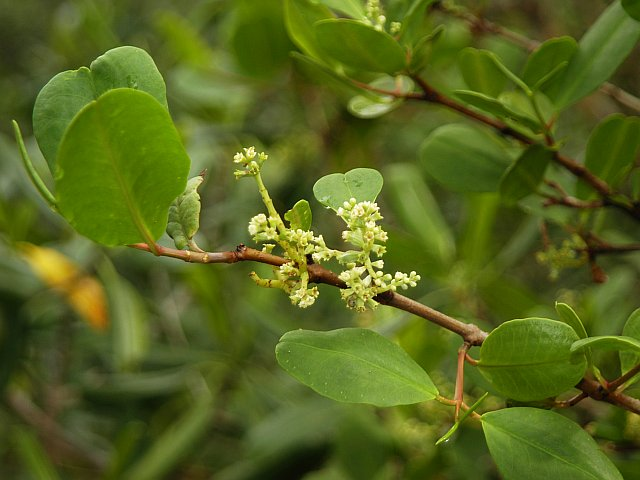
Mangle blanco. Principal especie de flora en Mazatán junto con el mangle colorado
Fuente:CONANP

La flora del municipio está compuesta por selva baja y manglares. Las principales especes que conforman la flora del municipio son el mangle colorado, mangle blanco, el palo mulato, madre de sal, zapote de agua, el quebracho, jacinto de aguazapote de agua, botancillo coyol, cuchunuc, guanacaste, guapinol, morro, botancillo.
La fauna del Mazatán está compuesta por una gran variedad de especies, dentro de éstas se encuentran las especies como el cigüeñón, garcita verde, gaviota de mar, loro, pelícano, tecolotito manglero, mapache, murciélago, liebre, puerco espín, tepescuincle, boa, cocodrilo de río, iguana de ribera, garza estilete, pijipe, tejón, cantil, espátula, chachalaca, copetona, urraca copetona, venado cola blanca y zorrillo rayado.

## Historia

### Época prehispánica
La historia de las sociedades humanas en Mazatán se remonta varios miles de años en el pasado. La posición del territorio en la costa chiapaneca debió atraer a los grupos humanos que vivían en la región, subsistiendo a base del forrajeo, la cacería y la explotación pesquera. La presencia humana de mayor antigüedad que se ha documentado en el territorio de Mazatán corresponden a un lugar denominado cerro de las Conchas, descubierto en 1991. El sitio ha sido estudiado por la Universidad Nacional Autónoma de México y se les atribuye una antigüedad de ±5000 años antes del presente. Pasaron varios milenios antes de que se desarrollara la agricultura en Mesoamérica, hecho que permitió la sedentarización al inicio del Preclásico Temprano (ss. XXV-XV a. C.).
Durante la época prehispánica (y debido a las características geográficas de la región) Mazatán fue un lugar donde se desarrolló la agricultura y la pesca en pequeñas porciones. Este sistema produjo una importante producción de maíz y yuca, además de otros cultivos.
Hay evidencia de que el actual territorio de Mazatán fue ocupada por varias aldeas agrícolas a lo largo de los treinta siglos de historia mesoamericana. Se han descubierto materiales arqueológicos en las inmediaciones de las comunidades más antiguas del municipio y en otros sitios que, como San Carlos, han sido repoblados como consecuencia de la urbanización del municipio. En lo general, los yacimientos arqueológicos de no han sido estudiados exhaustivamente, y no se dispone la suficiente información en español (solo en inglés) sobre el tema.
Los Mokaya constituyen la cultura más antigua de Mesoamérica, originaria del Soconusco. Su principal asentamiento para 1500, cuando los habitantes de la zona ya han realizado la transición a la agricultura, cultivando maíz, frijol, chile y yuca, explotando el cacao (conocido en su forma silvestre), habitando en casas y produciendo alfarería, sería en torno a mam, como se deduce del significado nahuatl ("lugar donde abundan los viejos") de la población, en paralelo al nombre pre-nahua del Soconusco (Zaklohpakab), que en mame, lengua de raíz maya-quiché, significa padres, antepasados, ancestros.
Los Mokaya son la población dominante presente entre 1500 y 1000, extendidos desde el Salvador en Centroamérica, hasta el norte de Veracruz, y ya presentan algunos de los rasgos típicos de las sociedades mesoamericanas y mexicanas, como la presencia de canchas para el juego de pelota desde 1400, en el sitio arqueológico de Paso de la Amada.

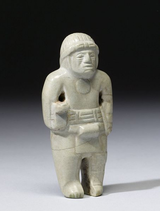
Figura de barro de jugador de pelota mesoamericano encontrada en el Paso de la Amada, en Mazatán

Los descendientes de los mokaya, hablantes de lenguas mixe y zoque, migraron a través del valle del río Grijalva hasta las llanuras del Golfo de México, donde cristalizaría la Cultura Olmeca, donde tuvieron lugar los primeros contactos con los proto husteco-mayas San Lorenzo (Veracruz) entre el 1250 y 1150. Es decir que los mokayas tardaron más de 500 años en cruzar el Istmo desde el Soconusco hasta San Lorenzo (entre 1900 y 1250 y en el centro del Istmo se dispersaron, unos hacia la Sierra Mixe, otros hacia la Selva de los Chimalapas, y otros más hacia la Sierra de Santa Marta.
De esa confluencia surgiría la Cultura Olmeca, considerada como “Cultura Madre”
El sitio de San Carlos tiene una larga historia de ocupación, empezando en el periodo Arcaico tardío (ca. 2500-2000 a. C.) y después en el Formativo temprano, en las fases Barra, locona, ocós, cherla y cuadros (ca. 1600-1000 a. C.). Cerca del final de la fase cuadros, cantón Corralito fue destruido completamente por las aguas de inundación del río y quedó cubierto por una gruesa capa (1-2.5 m) de arena y aluvión, convirtiéndolo en algo así como una versión cuática de Pompeya. Según arqueólogos la zana de San Carlos tiene cierta similitud con la zona de San Lorenzo; sitio de los Olmecas, en cuanto a alfarería se refiere, llegando hasta el punto de crear un debate para saber si San Lorenzo copió los métodos de alfarería de San Carlos o fue en modo contrario.
Durante el periodo Clásico se estableció una colonia Mokaya, de los cuales se han encontrado infinidad de piezas de barro y entierros humanos. Este asentamiento es conocido, junto con el sitio el Paso de la Amada, origen de la cultura Olmeca. Actualmente solo se han encontrado piezas de barro, restos humanos, fósiles de animales y de granos como el maíz, y se tiene la teoría de que la yuca fue más importante como comida que este último, quedando solo en teoría pues la yuca es un tubérculo muy blando, motivo por el cual no favorece a la fosilización de éste.
El Paso de la Amada es otra parte fundamental de la historia de Mázatán. El lugar fue ocupado durante la época del periodo preclásico, alrededor de los años 1800 a. C. - 1000 a. C. Es particularmente notable por ser el sitio más antiguo de Mesoamérica en cuanto a asentamiento sedentario humano, además de contar con el campo más antiguo de Juego de pelota mesoamericano
El área descubierta es de más de 80 hectáreas (0.8 km²), tiene más de 50 montículos visibles sobre la superficie actual (pequeños bordos de tierra); las ruinas en la actualidad se encuentran enterradas, siendo el motivo el material de construcción (barro) con que están hechas, por lo cual no pueden estar al aire libre.
Fue fundada durante la fase barra (1550-1450 a. C.) por pequeños grupos de personas provenientes del norte del estado (los chantutos) formando así la cultura Mokaya, quienes ya cultivaban maíz, vivían en casa y producían alfarería. Se asentaron en lo que hoy es la zona del municipio de Mazatán. Durante la fase locona (1400-1250 a. C.) tubo su mayor auge y continuó así hasta la fase de ocós ( 1250-1100 a. C.) y la fase cherla. Durante las fases cuadro y jocotal (900 a. C. y 850 a. C. respectivamente) el sitio se fue abandonado al grado de no ser un centro ceremonial importante.

### Conquista y colonia
Para la época de la conquista no se tiene dato alguno de que el terreno de lo que es la actual Mazatán estuviese poblado, pues el sitio fue abandonado. Fue hasta 1526 cuando se tiene registro de que hubo un acontecimiento importante, comenzado en 1526 cuando por cédula real el Soconusco pasa a ser parte del Virreinato de Nueva España y pasa a formar como parte de Tuxtla Chico. En el año de 1529 forma parte de la «Real Audiencia de México» donde el conquistador Hernán Cortés mandó a someter al pueblos indígena de Mazatán que constaba de menos de 200 habitantes, para que se le diera el mandato de lo que sería en el aún no establecido en el Virreinato de la Nueva España. Llegado el año 1553 Mazatán ya es parte de la región económica delSoconusco y por órdenes de establecidas en la Constitución de Cádiz el Soconusco pasa a formar parte de la Capitanía General de Guatemala y por ende Mazatán se integra a la Capitanía General de Guatemala. Diez años más tarde por órdenes de la Real cédula el Soconusco ya no fue parte de la Real Audiencia de la Nueva España y estaría a cargo de la Audiencia y Cancillería Real de Panamá en Tierrafirme y sólo dos años más tarde vuelve a depender de la Real Audiencia de la Nueva España. En el año de 1569 retorna nuevamente a la Capitanía General de Guatemala y se establece que permanecerá durante el siglo XVI bajo el curato de Tuxtla Chico. El período colonial desde el siglo XVII se caracteriza por la decadencia del Soconusco, debido a al aislamiento, la despoblación y la inestabilidad social que desemboca en sucesivas revueltas: los lacandones ante la cristianización, los zoques de Tuxtla a finales del siglo XVII o el gran alzamiento de los pueblos tzeltales iniciado en Cancuc en 1712 y cuyos efectos se extendieron durante gran parte del siglo XVIII.
A mediados del siglo XVII Mazatán es integrado a la sublevación de pueblos y en el año de 1669 es establecido oficialmente como pueblo anexo a Tapachula. Durante esa época, son encontradas 3 figuras femeninas talladas en madera por los lugareños del territorio llamado Las Conchitas junto a las orilla de mar. Una de esas imágenes es traída al centro de Mazatán y la establecen como patrona de este sitio y es usada como referente de la fe católica al momento de la evangelización de los nativos de Mazatán. Para el año de 1735 el municipio aparece religiosamente bajo el patrocinio de la Purísima Concepción de la parroquia de Tapachula y en 1734 forma parte territorialmente como anexo de Tuxtla Chico.
En 1785 se implementa el sistema de intendencias en la Capitanía General de Guatemala. En el caso de la Gobernación de Soconusco, el 20 de septiembre de 1786 es fusionada con las Alcaldías Mayores de Tuxtla y Ciudad Real para formar la IIntendencia de Ciudad Real de Chiapas, por lo que Mazatán formó parte de dicha intendencia en el partido del Soconusco y teniendo como capital al municipio de Escuintla en 1792 y a Tapachula a partir de 1794. El 2 de septiembre de 1812, las Cortes de Cádiz, dentro del proceso de reorganizaron de los territorios españoles, suprimieron el Reino de Guatemala instaurando el sistema de Diputaciones, por lo que respecta al Soconusco y por hecho a Mazatán, fue incorporado dentro de la Provincia de Guatemala (junto al resto de Chiapas, Honduras y El Salvador). Entre 1814 y 1820, la llamada reacción fernandina o Sexenio Absolutista, eliminó las Diputaciones, restaurando el sistema intendental llevando a Mazatán a ser parte de la intendencia de Ciudad Real de Chiapas. La recuperación de la Constitución española de 1812 con ocasión del Trienio liberal entre 1820 y 1823, hizo resucitar la división política de 1812-1814, con lo cual Soconusco quedó nuevamente dentro de la Provincia de Guatemala. Sin embargo, una ley de las Cortes dispuso en 1821 que todas las Intendencias quedaran erigidas en provincias, con lo cual el territorio del antiguo reino de Guatemala quedó dividido en cuatro provincias que no estaban subordinadas entre sí, de las cuales una de ellas en la Ciudad Real de Chiapas, que tenía bajo su poder a los territorios del Soconusco.

### México independiente
El 28 de agosto de 1821 Fray Matías de Córdova y Ordóñez decidió declarar junto con las autoridades y vecinos del lugar la independencia de las diferentes villas de Chiapas tanto de España como de Guatemala, adhiriéndose al marco legal del Plan de Iguala. Acontecido esto, el 3 de septiembre de 1821, Ciudad Real de Chiapas, capital de la provincia de Chiapas y del partido del Soconusco, proclamó su independencia y su incorporación a México y junto con ésta se une al movimiento la Villa de Comitán y la Villa de San Marcos (hoy Tuxtla Gutiérrez) y posteriormente el día 23 de octubre de ese mismo año, se une al movimiento independentista la villa de Tapachula, promovido por el alcalde de ese entonces, el C. Bartolomé de Aparicio, quien proclama la independencia del partido de Soconusco de España y de Guatemala y promueve la anexión de este partido a México. Pero esto no se lleva a cabo legalmente, pues el 15 de septiembre de 1821 la provincia de Guatemala declaró su independencia de España y de México y, como consecuencia a la adhesión del Plan de Iguala todos los territorios chiapanecos fueron integrados a México, pero no fue así con el Partido del soconusco, ya que éste no se consideraba como parte de Chiapas; fue hasta el 23 de octubre de 1821 en que Bartolomé de Aparicio, alcalde de Tapachula, proclama la independencia de España y promueve su incorporación a México. El 16 de enero de 1822 se decretó en el marco del Plan de Iguala y los Tratados de Córdova, la incorporación de la antigua Capitanía de Guatemala al Imperio de México:
```

```

...«se declara incorporada para siempre en el imperio. En cuya virtud gozara de los derechos y prerrogativas que corresponden a las demás provincias mexicanas»
Agustín I, Emperador de México

Después de la formación del Primer Imperio Mexicano Agustín de Iturbide separa la Capitanía General de Guatemala del imperio mexicano y constituye una nueva república la cual tubo por nombre Provincias Unidas de Centroamérica, pero el soconusco, siendo ya parte de Chiapas y de México no participa en esta nueva república debido al «Plan de Chiapas Libre» promulgado por Vicente Filísola.

...«Chiapas es libre e independiente de México y las Provincias Unidas de Centroamérica, hasta que se decida su federación a uno de estos países limítrofes con ella y de quienes se haya invitada...»
Plan de Chiapas Libre

El 23 de mayo de 1823, se lleva a cabo una consulta popular en la que Chiapas y el Soconusco abogan por la anexión a México, y por ta motivo Chiapas y el Soconusco no asistieron a la apertura de la Asamblea Nacional Constituyente, llevada a cabo en la ciudad de La Nueva Guatemala de la Asunción el 24 de junio de 1824. La reacción de Guatemala ante esta situación fue de, enviar a ocupar militarmente Tapachula, Huixtla, Mazatán, y otros pueblos del Soconusco, enviando al coronel José Pierson el cual se mantuvo fiel a su posición hasta finales del año 1823. Mientras tanto el gobernador de Chiapas, Manuel José de Rojas pide ayuda al gobierno mexicano para expulsar a los guatemaltecos de Mazatán, Tapachula y de los demás pueblos ocupados por las tropas de Pierson. México envió al General Juan Pablo Anaya, aunque con instrucciones de permanecer en Tonalá evitando en lo posible los choques armados. Finalmente, se llegó al acuerdo de observar por ambas partes la neutralidad del Soconusco, lo que conllevó la evacuación guatemalteca y la no ocupación mexicana.
El 24 de julio de 1824, Tapachula declara la separación del Soconusco de la Provincia de Chiapas, por lo tanto también es separado de México, uniéndose a las Provincias Unidas de Centroamérica, declarando en el acata pública
```

```

«... que el partido de Soconusco se separaba de Chiapas y determinaba formar parte del Supremo Gobernante de las Provincias Unidas de Centroamérica...»
Ayuntamiento de Tapachula. Acta Pública de separación de El Soconusco

Y finalmente el 28 de agosto de 1824 la Asamblea Nacional Constituyente de las Provincias Unidas del Centro de América emite un decreto por el que declara la incorporación del Partido de Soconusco como parte del Estado de Los Altos. El 12 de septiembre de 1824, se realiza la consulta popular, y el 14 de septiembre de 1824 la Junta Provisional de Chiapas aprueba un Acta de Proclamación en la que se hace solemne proclamación de “Federación del Estado Libre de Chiapas” a la República Mexicana.
El 12 de septiembre de 1824 de acuerdo al Acta de la Junta Provisional de Chiapas en que se hizo la declaración de la reunión de la Provincia a la República Mexicana:

«los chiapanecos decidieron votar para federarse y formar definitivamente parte de México: Votaron 96 829 a favor de ser parte de México y 60 400 en contra»
Federación del Estado libre de Chiapas a la República Federal de México

.
El 14 de septiembre del mismo año se llevó a cabo el pronunciamiento solemne de Federación del Estado Libre de Chiapas, sin embargo el Soconusco permaneció neutral, es decir que continuó sin pertenecer ni a México ni a Centroamérica, prolongándose esta situación hasta el 11 de septiembre de 1842. Durante los 18 años que duró la neutralidad del Soconusco, esta región sufrió constantes invasiones y violaciones de su territorio, siendo la más larga e importante la del 21 de mayo de 1825, pues las fuerzas militares guatemaltecas al mando del Coronel José Pierson, ocuparon Tapachula, permaneciendo en ella hasta finales de ese mismo año. Guatemala no desistía con querer que El Soconusco fuera parte de ella, invadiendo la región con pretextos, como el de capturar a un revolucionario salvadoreño, donde Mazatán y otras poblaciones son saqueadas por militares guatemaltecos; llevado los conflictos hasta el año 1843 cuando el presidente Antonio López de Santa Anna estableció en un decreto firmado en el Palacio Nacional el 11 de septiembre de 1843 que El Soconusco quedaba unido irrevocablemente al departamento de Las Chiapas y consiguientemente a la Nación Mexican, donde también se estableció que El Soconusco formaría un prefectura del departamento de Las Chiapas, cuya capital sería la Villa de Tapachula.

### Revolución Mexicana

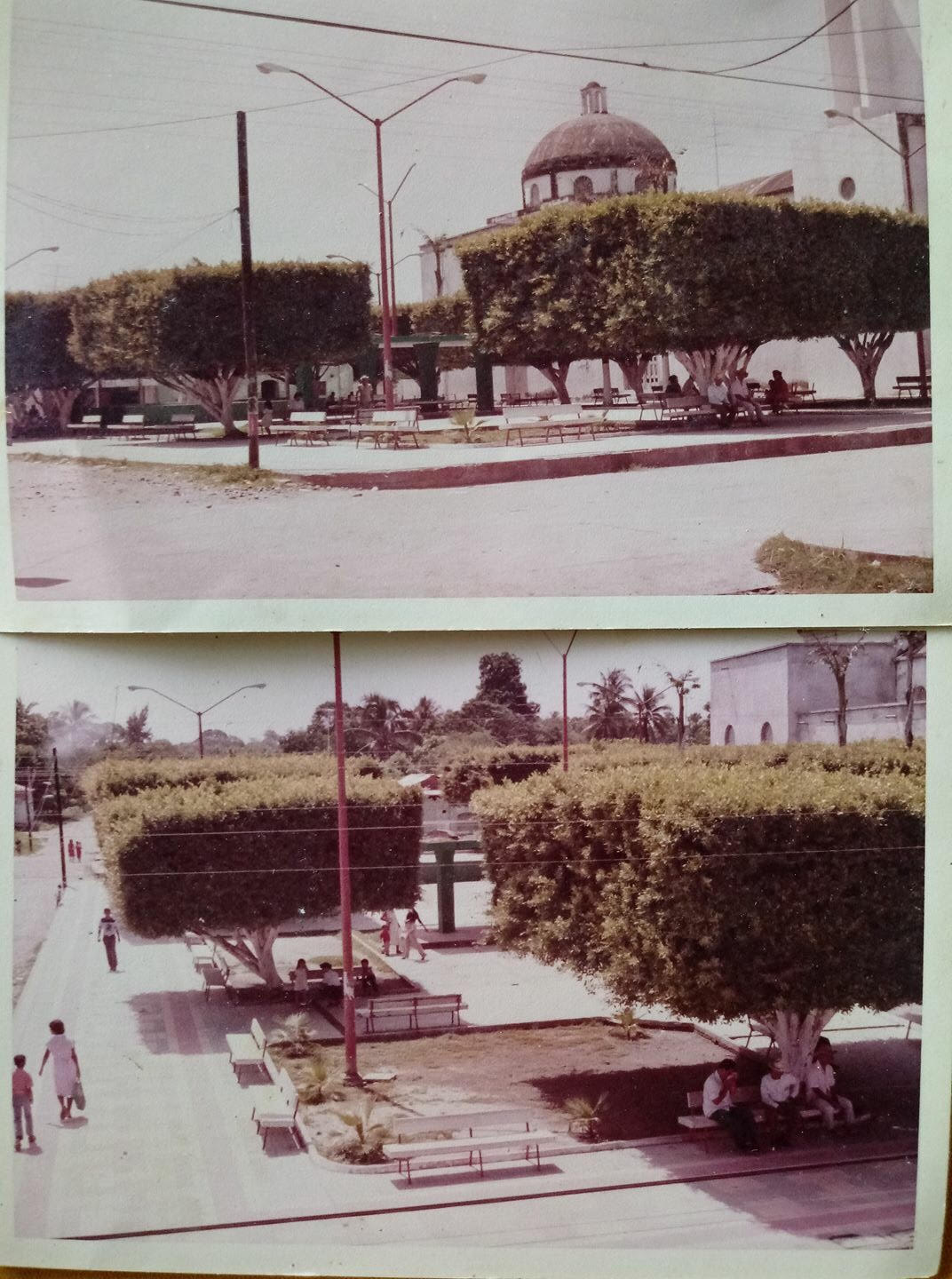
Fotografía de Mazatan hace 35 años

En 1876 Sebastián Escobar incitó a los pobladores mazatecos a que se rebelaran contra el gobierno de José Pantaleón Domínguez, entonces gobernador de Chiapas y dieran su apoyo, mediante el Plan de Tuxtepec proclamado por Porfirio Díaz, a Sebastián Lerdo de Tejada para derrocar al presidente mexicano.
Pasadas las elecciones y siendo ya presidente Porfirio Díaz pese al apartamiento del Soconusco, a finales del Porfiriato se desarrollaron clubes en apoyo de los hermanos Flores Magón, que alimentaron en 1910 a Francisco I. Madero y su Partido Nacional Antirreeleccionista, opuesto a Porfirio Díaz. Triunfante y luego derrotado Madero, la represión de Victoriano Huerta impidió que el Soconusco se sumara activamente a la Revolución hasta fecha tan tardía como 1914, en el Ejército Constitucionalista del Primer Jefe Venustiano Carranza, que envió a Chiapas a Jesús Agustín Castro para gobernar el estado. El 20 de diciembre de 1914, tras los mandos por parte de Venustiano Carranza para que el Soconusco entrara en la guerra de la Revolución Mexicana, Mazatán fue saqueado y quemado por los carrancistas para que las autoridades tuvieran un pretexto para así poder entrar en dicha guerra. El 26 de diciembre del mismo año, estando en guerra el presidente municipal de Tapachula, Teodomiro Palacios fue asesinado en Mazatán, en el rancho La Gloria por Rodolfo Bautista.

## Forma y tipo de gobierno

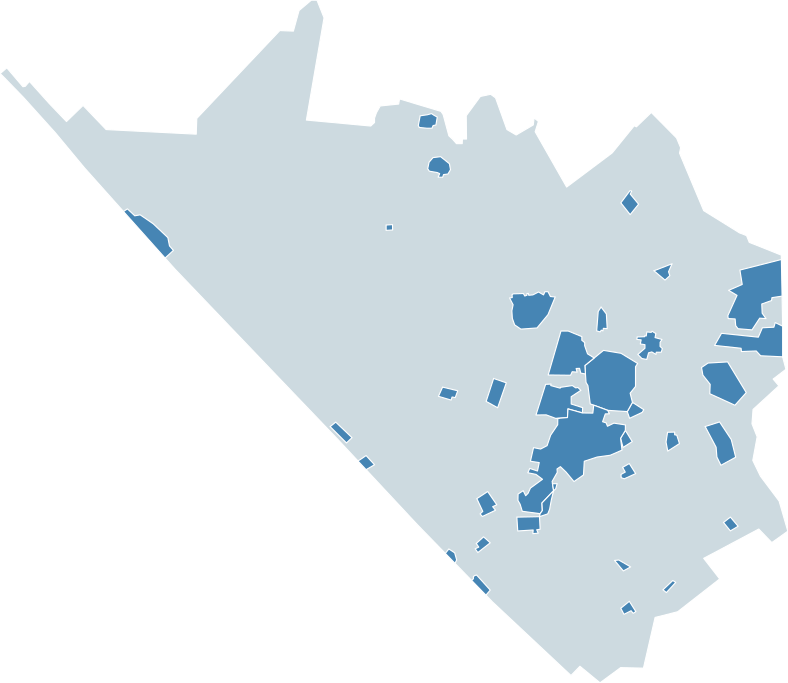
Localidades en Mazatán con más de 2,500 habitantes

Mazatán es un municipio representativo y democrático, está conformado por 2 zonas urbanas y 255 zonas rurales que están sujetas a las leyes orgánicas del municipio. El presidente Constitucional Municipal de Mazatán es el C. Gilberto Barrientos Coyotzi quien es el encargado de residir los ayuntamientos, responsable de la administración pública municipal, el representante político del municipio y el presidente del cabildo, concentra un conjunto de facultades que lo sitúan en una posición preeminente en la vida política municipal. El presidente municipal no puede ser reelecto para periodo inmediato y es elegido por votación popular.
El término designado a cada autoridad municipal como gobernador es «ayuntamiento municipal» el cual está compuesto por el presidente municipal, síndico municipal, seis regidores y un regidor plurinominal, además también existe un tesorero municipal, un secretario general y un oficial mayor. Estos últimos tres los elige de manera arbitraria el presidente electo para su equipo de trabajo.
El presidente municipal electo no es un subordinado del gobernador electo, el municipio es libre en cuanto a la relación presidente municipal-gobernador, porque administra su Hacienda, la cual se formará de los rendimientos de los bienes que les pertenezcan, así como de las contribuciones y otros ingresos que las legislaturas establezcan a su favor, y en todo caso percibirán que las que establezcan sus Estados, las participaciones del Gobierno Federal y los derivados de la prestación de servicios públicos a su cargo. 
Los poderes del Municipio, es decir, el Ayuntamiento, pueden suspenderse o desaparecer si así lo decreta el Congreso del Estado, de conformidad con el segundo párrafo del 115-I Constitucional, (párr. 3-5) por acuerdo de las dos terceras partes de sus miembros, fundándose en las causales que determinen las leyes del Estado.
| CARGO                              | DURACIÓN EN EL PUESTO | Principales comosiones                                                                                              |
| ---------------------------------- | --------------------- | --- |
| Presidente municipal               | 3 años                | Dirigente municipal                                                                                                 |
| Síndico municipal                  | 3 años                | Procurar los intereses municipales                                                                                  |
| Primer regidor                     | 3 años                | Fomento agropecuario                                                                                                |
| Segundo regidor                    | 3 años                | Obras públicas |
| Tercer regidor                     | 3 años                | Asalus y alcoholes                                                                                                  |
| Cuarto regidor                     | 3 años                | Mercados |
| Quinto regidor                     | 3 años                | Enlace municipal del programa Oportunidades                                                                         |
| Sexto regidor                      | 3 años                | Instituto de Desarrollo Humano                                                                                      |
| Regidores plurinominales           | 3 años                | Educación y recreación municipal. Servicio de agua potable y alcantarillado. Deportes. Seguridad pública municipal. |
| Fuente:Instituto Federal Electoral |                       | |

El municipio posee, por medio de su ayuntamiento, la Facultad Reglamentaria en materia de policía y gobierno, así como para la administración pública municipal, los procedimientos en áreas de su competencia, y sobre todo, los servicios públicos que corren a su cargo, a saber: producción y distribución de agua potable, alumbrado público, limpia, mercados, panteones, rastros, calles, parques y jardines, y seguridad pública.
Sin embargo, los municipios pueden convenir con los Estados sobre la prestación de servicios públicos, si esto les significa la prestación de un mejor servicio.
Las fuentes de ingreso de los municipios son:
a) Las contribuciones que las leyes de los Estados establecen en materia de propiedad inmobiliaria. b)Las participaciones Federales, que se componen de:
- - Ramo 33.- Recursos que envía la Federación al Municipio con el fin de que se destinen a un municipio específico, y a un rubro o proyecto concreto del gasto municipal.
- - Participaciones Federales destinadas a los Estados, en la proporción que determinen las leyes locales.

c) Ingresos de Servicios Públicos.
Además, los municipios pueden contraer préstamos con la banca de desarrollo, y con la banca comercial, pero en este último caso, sólo cuando exista fuente de repago (no se puede utilizar para gasto corriente.)
Dentro de las responsabilidades de los dirigentes municipales se encuentran las del agua y drenaje, alumbrado público, seguridad pública, tráfico, cementerios, y parques. En coordinación con el gobierno estatal y federal, puede asistir en: educación, servicios de emergencia, servicios de salud, protección ambiental y mantenimiento de monumentos y sitios históricos.

## Demografía

### Estructura de la población
Según el Conteo General de Población y Vivienda realizado por el INEGI en 2010 registró una población total para el municipio de Mazatan de 26,573 lo que lo lleva a tener la posición 59° del total de 122 municipios de estado de Chiapas. El 41.76% de la población vive en las dos zonas urbanas que hay en Mazatán; en la zona urbana de Mazatán vive el 25.73% de la población, es decir 6,838 habitantes y en la zona urbana de Buenos Aires vive el 16.03% de la población, es decir 4,260 habitantes. Mientras que el 58.24% restante vive en las 255 localidades rurales con las que cuenta el municipio. El 59.44% de la población está conformada por hombres y el 50.46 por mujeres. Los grupos de población según el censo del INEGI 2010 dieron las siguientes estadísticas: el 30.59 % de la población tenía entre 0 y 14 años, el 62.22% de la población tenía entre 15 y 64 años, el 7.10% de la población tenía más de 65 años y el 0.08 % de la población no indicó qué edad tenían.
La estadística de población 2013 arrojan resultados de una población para Mazatán de 27 078 habitantes. El 42.85 % de la población vive en las dos zonas urbanas, mientras que el 57.15% vive en las 255 zonas rurales.
La población del municipio de Mazatán está dividida de la siguiente manera:
| Zona                  | Núm. de habitantes |
| --------------------- | ------------------ |
| Urbana                | 11,603             |
| Rural                 | 15,475             |
| Total de la población | 27,078             |

| Gráfica de evolución demográfica de Municipio de Mazatán entre 1778 y 2020 |
|                                                                            |
| Fuentes: Registros del INEGI del año 2010 y estimaciones del CONAPO.       |

| Gráfica de evolución demográfica (estimaciones) de Municipio de Mazatán entre 2016 y 2030 |
|                                                                                           |
| Fuentes: Registros del INEGI del año 2010 y estimaciones del CONAPO.                      |

### Localidades
En el censo de 2020 el municipio de Mazatán contaba con 101 localidades.
| Código INEGI      | Localidad         | Población (2020) |
| ----------------- | ----------------- | ---------------- |
| 070540001         | Mazatán           | 7 774            |
| 070540006         | Buenos Aires      | 4 445            |
| 070540025         | Marte R. Gómez    | 1 399            |
| 070540003         | Aquiles Serdán    | 1 008            |
| Otras localidades | Otras localidades | 13 624           |
| Total municipal   | Total municipal   | 28 250           |

## Religión
Según INEGI en el 2010 Mazatán tiene 26 573 habitantes de ellos 26 399 respondieron a que religión practican; de ellos 17 368 son Católicos, 5 324 de otra religión cristiana "Personas con religiones Protestantes Históricas, Pentecostales, Neopentecostales, Iglesia del Dios Vivo, Columna y Apoyo de la Verdad, la Luz del Mundo, Cristianas, Evangélicas y Bíblicas diferentes de las Evangélicas", 3 721 no tienen religión y 6 pertenecen a otra religión "Personas con religiones de Origen oriental, Judaico, Islámico, New Age, Escuelas esotéricas, Raíces étnicas, Espiritualistas, Ortodoxos, Otros movimientos religiosos y Cultos populares". U Organizaciones como "Los Testigos de Jehová".

## Cultura

### Gastronomía
La gastronomía de Mazatán es del estilo chiapaneco, que al igual que el resto del Soconusco se basa principalmente en el maíz y en productos del mar. Se caracteriza por sus platillo excéntricos conocidos en todo Chiapas. Parte del municipio se dedica a la pesca de animales acuáticos, lo cual se ve reflejado en la diversidad de platillos elaborados con estos productos. El platillo más importante es el mole de iguana en sus diferentes presentaciones, siguiéndolo el caldo de casquito y los diferentes tipos de tamal. A pesar de ser una de las gastronomías más importantes en la región del soconusco, no se le da la propagación de manera turísticas, pues los ingredientes de estos platillos están en peligro de extinción por lo que, elaborarlo es ilegal.
Los ingredientes utilizados en la cocina mazateca son una mezcla de la gran diversidad de cocinas que hay en el planeta, tanto en ingredientes como en la técnica. La gastronomía mazateca es influenciada aún por la forma de cocinar que tenían los mokayas y los mames de Mesoamérica, especialmente en el uso de hierbas como el chipilín, la hierba amora y la hoja de la planta de chile, también llamado timpinchile. Su comida se basa en las preparaciones de productos como el maíz: tortillas, mole e incluso en algunas bebidas. Otros ingredientes que se utilizan son diferentes tipos de chiles, siendo el más usado el chile poblano seco y el chile jalapeño, el chocolate, diferentes tipos de carnes como pollo, guajolote, res, borrego, pato y cerdo. En las frutas como el mango, sandía, melón, limón y el aguacate.

## Economía
La información más reciente ubica a Mazatán entre los estados con desarrollo humano medio (IDH de 0.50 a 0.79). Su posición en la clasificación estatal subió del lugar 36 al 21 en los años 2000 y 2005 respectivamente. En términos relativos, para el año 2005 el índice de desarrollo humano (IDH) municipal fue de 0.7632, valor mayor al estatal (0.7303), aunque creció más léntamente pues mientras el indicador estatal aumentó 2.58%, el del municipio lo hizo en 1.99%. En cuanto a la posición del municipio en la escala estatal del IDH, éste se ubicó en la posición 21, a 20 lugares de la capital del estado (mayor nivel estatal de desarrollo humano)
Respecto al índice de desarrollo relativo al género (IDG), que incorpora la pérdida en desarrollo humano atribuible a la desigualdad entre mujeres y hombres, el municipio registra un IDG mayor que el obtenido a nivel estatal. Con relación a su evolución, el indicador estatal creció 2.82% mientras que el indicador municipal lo hizo a una tasa superior de 2.06%. La diferencia porcentual entre el IDG y el IDH hace posible obtener una medida sobre la pérdida del desarrollo humano atribuible a estas diferencias, que a nivel estatal fue de 1.76% mientras que para el municipio fue de 0.07%.
| Concepto                                                 | Índice | Grado | Lugar estatal | Lugar nacional |
| -------------------------------------------------------- | ------ | ----- | ------------- | -------------- |
| Marginación                                              | 0.75   | N/A   | 60            | 568            |
| Rezago social                                            | 0.3394 | Medio | 77            | 839            |
| Desarrollo Humano (IDH)                                  | 0.7632 | Medio | 21            | 1137           |
|                                                          |        |       |               |                |
| % de la población en pobreza alimentaria                 | 32.62  | N/A   | 103           | 1089           |
| % de la población en pobreza de capacidades              | 42.74  | N/A   | 104           | 1073           |
| % de la población en pobreza de patrimonio               | 69.11  | N/A   | 102           | 984            |
| Fuente:CONAPO, CONEVAL, INEGI, y SECRETARÍA DE HACIENDA. |        |       |               |                |

| Concepto                                   | Porcentaje | Núm. de personas |
| ------------------------------------------ | ---------- | ---------------- |
| Población en situación de pobreza          | 76.70%     | 21,300 hbts.     |
| Población en situación de pobreza moderada | 48.20%     | 13,397 hbts.     |
| Población en situación de pobreza extrema  | 28.5%      | 7,903 hbts.      |

### Principales Sectores, Productos y Servicios
- Agricultura: los principales cultivos que se siembran en el municipio son: maíz, soya, ajonjolí, plátano, cacao, tamarindo y coco.

- Ganadería: en el municipio se cría ganado bovino y aves de corral

- Pesca: existen en el municipio sociedades de pescadores y se capturan especies como róbalo, pargo, lisa, mojarra y camarón.

- Industria: Existen en el municipio reservas de petróleo en dos ejidos.

- Turismo: el municipio cuenta con atractivos turísticos en las playas del océano Pacífico, como son; la barra de San Simón y la de San José, otro atractivo es la fiesta principal del día de la Concepción y La Feria.

- Comercio: el municipio cuenta con establecimientos comerciales donde se encuentran abarrotes, farmacias, zapaterías, papelerías y ropa.

- Servicios: en el municipio se prestan los servicios de hospedaje, preparación de alimentos, talleres y servicios bancarios.

La estructura de educación del municipio es baja, comparada con el valor estatal. No se cuenta con Personal docente en Educación especial
| Concepto                   | Total | Porcentaje |
| -------------------------- | ----- | ---------- |
| Personal Docente           | 341   | 0.43%      |
| Preescolar                 | 54    | 15.84%     |
| Primaria                   | 146   | 72.82%     |
| Secundaria                 | 74    | 21.70%     |
| Bachillerato               | 67    | 19.65%     |
| Nivel superior             | 0     | 0.00%      |
|                            |       |            |
| Infraestructura            | 85    | 0.46%      |
| Escuelas de preescolar     | 33    | 38.82%     |
| Escuelas de primaria       | 36    | 42.35%     |
| Escuelas de secundaria     | 11    | 12.94%     |
| Escuelas de bachillerato   | 5     | 5.88%      |
| Escuelas de nivel superior | 0     | 0.00%      |

     Comparado con valor estatal
     Comparado con valor municipal
El total de escuelas en el municipio son 85.

## Zonas Arqueológicas

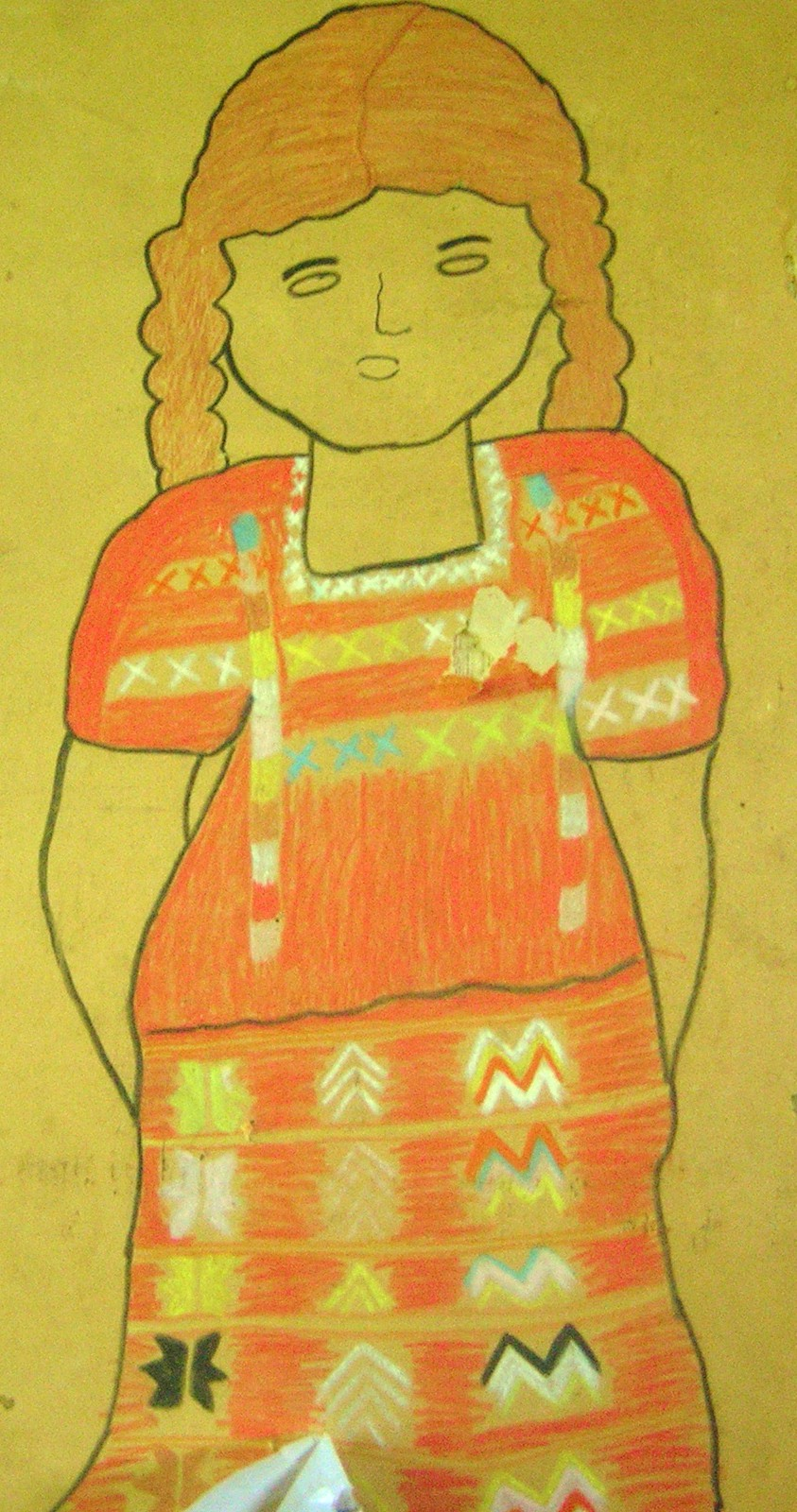
Corte típico de la cultura Mam

### Cultura mokaya
Mokaya es una hibridación de dos palabras indígenas de las lenguas Mixe y Zoque. <<Mok´haya>> significa "la gente de maíz".
De esta cultura se deriva la cultura Mam la cual se caracteriza, por sus indicios arqueológicos y procedora de la zona arqueológica Izapa.
Las más recientes excavaciones arqueológicas surgieren que fue en la región costera del Soconusco donde nació la cultura más antigua de Mesoamérica: la mokaya.
Aunque se dice que la cultura olmeca es la madre de todas las culturas debido a que se consideran sus inicios alrededor del 1600aC - 1400 aC con un Horizonte que se sitúa hasta el 2500 aC, hay quienes consideran que los Mokayas (gente de maíz) del Soconusco tuvieron un desarrollo cronológico comparable .  ya que alrededor de 1500 a. C. sus habitantes ya cultivaban el maíz, vivían en casas y producían alfarería. Fueron sus descendientes, hablantes de un mixezoque antiguo, los que se movieron más tarde hacia las llanuras del Golfo y dieron allí nacimiento a la cultura olmeca. En su camino transístmico se entretuvieron en el valle del río Grijalva y fundaron a orillas de éste una gran ciudad, cuyas ruinas aún pueden verse en la entrada de Chiapa de Corzo. Allí fue encontrado un pedazo de cerámica con la inscripción calendárica más antigua hasta hoy conocida: lleva la fecha de 36 a. C.; trescientos años más tarde, el pueblo maya, retomó todos estos adelantos perfeccionándolos.

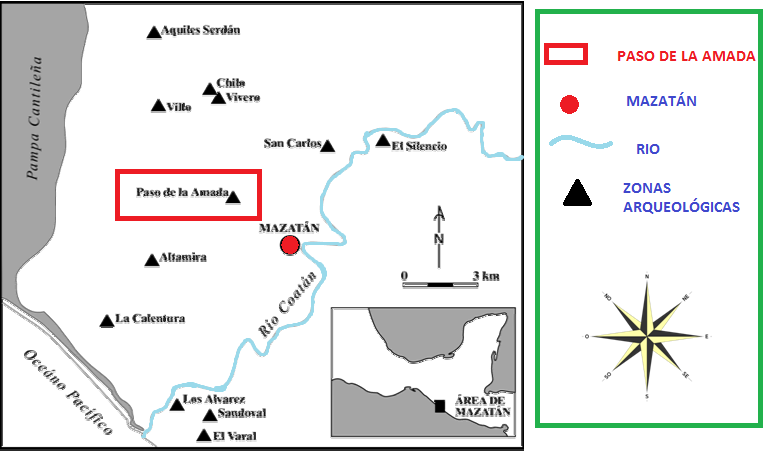
Localización de Paso de la Amada en Mazatán y diferentes zonas arqueológicas.

### Paso de la Amada
Paso de la Amada es un sitio arqueológico en el estado mexicano de Chiapas, en el Golfo de Tehuantepec, en la región del Soconusco de Mesoamérica. Este sitio fue ocupado durante la época del Formativo Temprano, desde alrededor de 1800 aC a 1000 aC, y se cubre aproximadamente 50 hectáreas de terreno.
Paso de la Amada es particularmente notable por ser el sitio de la antigua cancha de pelota mesoamericano, por ser "la mejor evidencia" para los contactos olmeca en la región del Soconusco, y para la presentación de las primeras pruebas de la estratificación social.
Este sitio fue descubierto en 1974 por Jorge Fausto Ceja Tenorio, quien más tarde lo excavó. John E. Clark y por el presentado estadounidense Michael Blake; realizó una investigación con la idea de que los montículos que podrían dar una idea de la estructura formativa temprana y estratos sociales.
La excavación de un sitio cercano, San Carlos, también ayudó en la explicación de los resultados de muchos de Paso de la Amada. No se cree que ha sido una relación estrecha entre los pueblos de estos dos sitios similares.
Se han encontrado indicios que la primera cultura de Mesoamérica tubo lugar en Mazatán aproximadamente desde hace 4000 años a. C. siendo la cultura Mokaya la principal, estableciéndose en las orillas de los ríos de Mazatán y Tapachula
siendo su capital; Mazatán en el actual ejido de Buenos Aires, conocido como el Paso de la Amada.
En 1995, los arqueólogos descubrieron las ruinas de una estructura de juego de pelota, con fecha de 1400 a. C. El juego de pelota mide aproximadamente 80 m (262ft) de largo y 8 m (26.2ft) de ancho, situado entre dos montículos paralelos con los bancos, a 2,5 m (8,2 pies) de profundidad y 30 cm (1 pie) de altura, a lo largo de los montículos.
El tribunal no se encuentra, como siempre, en un centro ceremonial, sino más bien relacionados con residencias de alto estatus, lo que sugiere que estaba reservado para miembros de la élite de la sociedad.
La mayor de las estructuras en el Paso de la Amada es Montículo número 6. En el Montículo 6 se presentaron la primera evidencia de la evolución de la estructura social. Se encontraron 6 distintos niveles de la estructura.
El montículo 6, comenzó como una gran estructura en tierra firme, lo que se conoce como la sexta estructura. Esta estructura fue probablemente utilizado como un espacio común o de la casa de los hombres.
Sin embargo a nivel del suelo, la estructura 5, era más compleja, que contenían mensajes en el interior y una sala de estadía.
Mientras que se desarrolló, la cuarta estructura fue la principal. Aunque no es muy considerable, la cuarta estructura se conservó más que las otras estructuras en El Paso de la Amada. El cuarto montículo contenía 4 postes interiores que hacia la función en muchos hogares, de espacios para sentare, suelos de barro.
con el paso del tiempo, el montículo 3 fue construido a un nivel superior, mientras que la residencia real se hizo más pequeña.
Más tarde, el montículo 2, se convirtió en un proyecto comunitario, que tomó varios dís para hacer dicha construcción. Evans estima que el montículo 2 se han tomado relativamente 25 días para 20 personas construir.

#### Otros sitios arqueológicos
- Altamira
- Aquiles Serdán
- Chile
- El Silencio
- El Varal
- La Calentura
- Los Álvarez
- San Carlos
- Sandoval
- Vicera
- Villa

## Aportaciones mundiales
La teoría del nacimiento de la bebida del cacao (chocolate), en la cultura maya, ha sido desconocida por los arqueólogos Michael Coe y David Lentz, puesto que no se ha encontrado evidencia arqueológica fuerte, botánica o iconográfica, dando esto lugar a que se llevaran investigaciones en las culturas más antiguas de Mesoamérica; Los Mokayas.

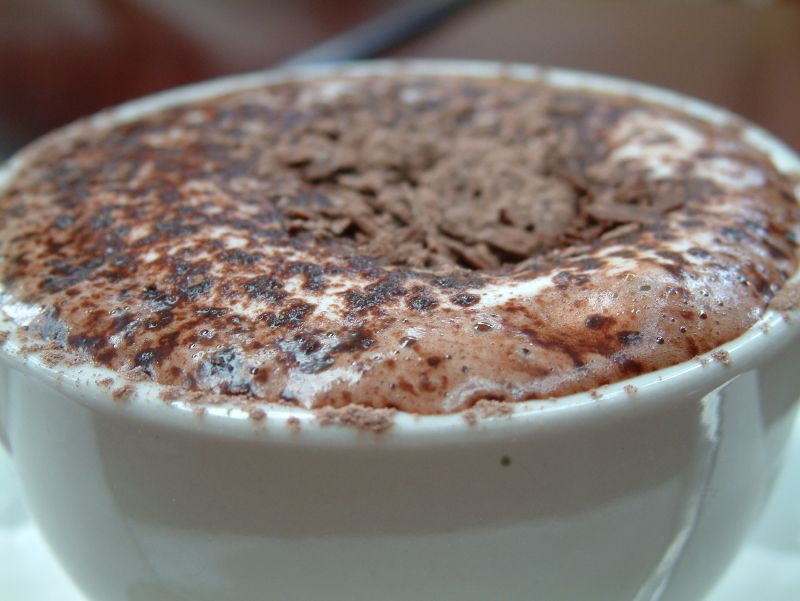
Bebida de cacao. Llamado chocolate caliente.

En la región de mazatán hay una completa falta de información sobre el uso de cacao por el antiguo pueblo de los mokayas. Los primeros cacicazgos en las tierras bajas de Mesoamérica se desarrollaron en esta área, con fechas dentro de la fase Barra (1600-1400 a. C.). Durante esta época se vio la adopción de la agricultura de maíz, la fundación de aldeas sedentarias y la adopción de la tecnología cerámica. De acuerdo con Clark y Blake (1994: 25), la tecnología cerámica fue adoptada para tener una ventaja personal en las demostraciones de banquetes competitivos. Las cerámicas de la fase Barra se consideran como copias de vasijas finas hechas de guajes. Tienen paredes delgadas, están finamente terminadas y profusamente decoradas (bicromas, tricromas, incisas, acanaladas, esgrafiadas, estriadas y con molduras). Toda la cerámica de la fase Barra consiste en tecomates de fondo plano o cuencos hondos curvados hacia dentro; no se han encontrado vasijas lisas, sin engobe o sin decoración. Las cerámicas de Barra no fueron diseñadas para cocinar, sino para contener líquidos, probablemente con importancia ritual y prestigio para el donador, como chicha y/o atole. Hasta la fecha no hay evidencia directa que apoye esta hipótesis, por lo que este estudio intenta hacer frente a esta falta de información sobre los orígenes del uso del cacao a través del análisis químico de varias vasijas de cerámica de sitios localizados en ambas regiones. Este estudio es un esfuerzo en colaboración con el Dr. W. Jeffrey Hurst de la Hersheys Foods Corporation, el científico que llevó a cabo el análisis químico original de las vasijas de Colha y de Río Azul.
La hipótesis en sí, nos dice que la bebida de chocolate se consumía desde hace más de 3 mil años en el área arqueológica de Mazatán y no en el área de los mayas como se ha llevado diciendo hasta ahora.